# Quatuor à cordes no 2 de Tchaïkovski
Pour les articles homonymes, voir Quatuor à cordes no 2.
Le Quatuor à cordes no 2 en fa majeur, op. 22, de Piotr Ilitch Tchaïkovski fut composé de décembre 1873 à janvier 1874. Le quatuor se compose de deux violons, d'un alto et d'un violoncelle.

## Structure
1. Adagio
2. Scherzo
3. Andante
4. Finale

L'exécution du quatuor dure approximativement 35 minutes.